# لانزو تورينيزي
مدينة لانزو تورينيزي هي بلدة في مدينة تورينو الحضرية ، منطقة بيدمونت ، شمال غرب إيطاليا . تقع على بعد حوالي 30 كيلومتر (19 ميل) شمال غرب تورينو عند مصب فالي دي لانزو .

## التاريخ

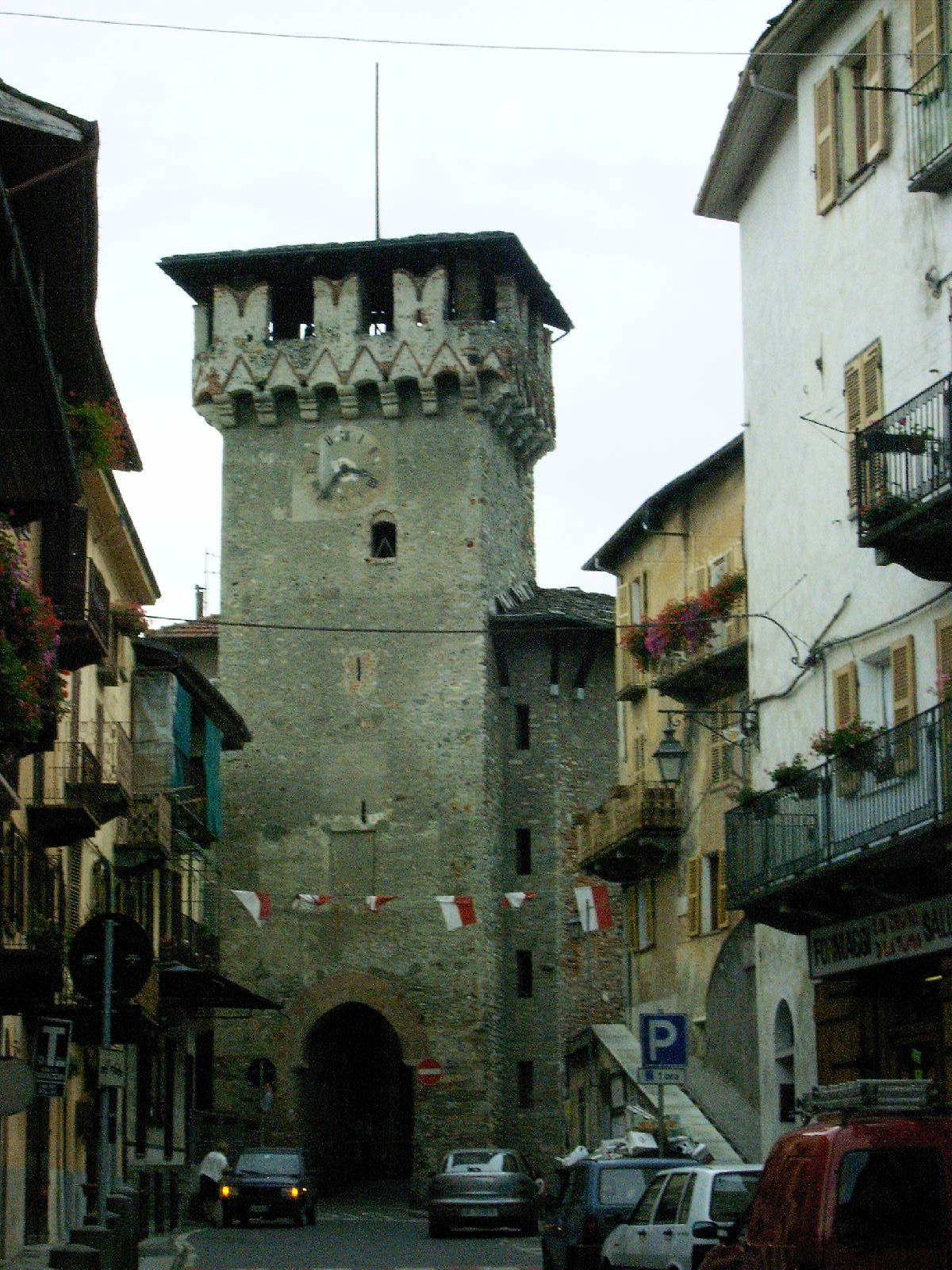
برج Aymone of Challant المدني

تم ذكرلانزو في أوائل القرن الحادي عشر باسم Curtis Lanceii . وفي وقت لاحق ، تحت عدة أسماء ، كانت إقطاعية (مع الوديان التي تحمل الاسم نفسه) لأسقف تورين ، لمنزل سافوي وماركيز مونتفيرات .
في منتصف القرن السادس عشر حاصرت قلعة لانزو ، التي تعتبر من أهم المعالم في بيدمونت ، واقتحمت (1551) ودمرت من قبل القوات الفرنسية بقيادة تشارلز دي بريساك (1551 – 52). ومن التحصينات السابقة ، لم يبق سوى مدخل المدينة حتى يومنا هذا. وبعد سلام Cateau-Cambrésis (1559) ، أعيدت المدينة إلى الدوق Savoy إيمانويل فيليبرت . ثم بعد وفاته ، تم تعيين لانزو لابنته ماريا (1577) ، زوجة فيليب إستي. وأدت حكومة إستي إلى تراجع لانزو ووديانها ، حيث فقدت معظم الامتيازات السابقة. وفي عام 1725 ذهبت الإقطاعية إلى الكونت جوزيبي أوتافيو كاتشيرانو أوساسكو ديلا روكا. وفي عام 1792 ، بقيت عائلته بدون وريث وذهب لانزو إلى مملكة سردينيا .
في عام 1798 ، خلال الحروب الثورية الفرنسية ، تم القبض على لانزو لأول مرة من قبل النمساويين. بعد معركة مارينغو ، و أصبحت عاصمة مقاطعة فرنسية ، وفيما بعد عاصمة المقاطعة. ثم بعد استعادة عام 1815 ، أتبعت تاريخ بيدمونت ، واعتبارًا منذ عام 1861 تاريخ مملكة إيطاليا الموحدة حديثًا.
في القرن التاسع عشر ، تحولت لانزو من مركز زراعي بشكل أساسي إلى مقعد لقضاء العطلات للأشخاص من تورين ، وهو إتجاه حفزه خط السكك الحديدية الذي تم افتتاحه في عام 1876. وفي هذه الفترة أيضًا ، تم إنشاء أول الصناعات الميكانيكية والنسيجية والورقية.

## المعالم السياحية الرئيسية
- جسر Ponte del diavolo (" جسر الشيطان ") ، جسر يمتد على Stura di Lanzo تم بناؤه عام 1376. تم بناؤه لربط لانزو بتورينو لتجنب المرور في الأراضي التي يحكمها أمير أكاجا من مركيز مونتفيرات ، وكلاهما معادٍ لمنزل سافوي.
- برج أيمون أوف تشالانت المدني (1329 – 57).
- كنيسة سانتا ماريا ديل بورجو (القرن السادس عشر)
- كنيسة أبرشية سان بيترو في فينكولي
- كنيسة سانتا كروتشي (القرن الثالث عشر)

## مأكولات
وفقًا للتقاليد ، تم اختراع غريسينو (عصا الخبز) هنا من قبل تيوبالدو بيتشيو وأنطونيو برونيرو في عام 1679.